# Vương Minh (nhà cách mạng)
Vương Minh (Trung Quốc: 王明; bính âm: Wang Ming; 1904 - 1974) tên thật: Trần Thiệu Vũ (Chen Shaoyu) là một nhà lãnh đạo cấp cao của Đảng Cộng sản Trung Quốc, Tổng Bí thư thứ IV của Đảng Cộng sản Trung Quốc. Trong những năm 1930, Vương Minh là đối thủ chính trị lớn của Mao Trạch Đông.
Vương Minh sinh ngày 23 tháng 5 năm 1904, trong một gia đình nông dân nghèo tại tỉnh An Huy. Năm 1925, sang Liên Xô, học Đại học Tôn Trung Sơn Moskva. Tại đây, Vương Minh và Tần Bang Hiến, cùng với các nhân vật nổi tiếng khác trong sinh viên Trung Quốc như Trương Văn Thiên (bí danh Lạc Phủ), Vương Gia Tường và Dương Thượng Côn, thành lập một nhóm chính trị được gọi là 28 người Bolshevik. Họ tự cho mình là những người theo chủ nghĩa Marx chính thống. Năm 1926, Vương Minh gia nhập Đảng Cộng sản Trung Quốc. Tháng 1 năm 1931, được Quốc tế Cộng sản phái về nắm quyền lãnh đạo Đảng Cộng sản Trung Quốc. Khoảng tháng 9 năm 1931, sang Matxcơva làm trưởng đoàn đại biểu Đảng Cộng sản Trung Quốc tại Quốc tế Cộng sản. Năm 1937, Vương Minh trở về nước.

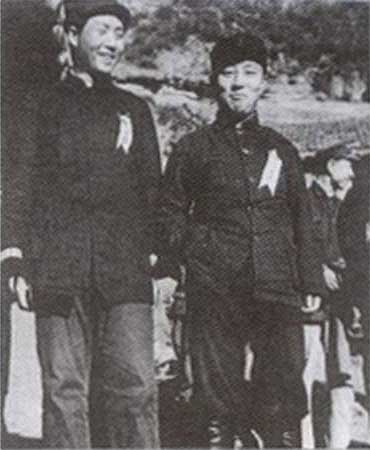
Mao (trái) và Vương Minh (phải) tại Diên An năm 1937

Sau Đại hội 8 Đảng Cộng sản Trung Quốc (1956), Vương đi Liên Xô chữa bệnh và sống lưu vong tại đó cho đến khi mất vào ngày 27 tháng 3 năm 1974.
Trong thời gian Cách mạng Văn hóa, Vương Minh có kế hoạch thành lập các chiến khu ở Tân Cương, trong một nỗ lực nhằm lật đổ Mao Trạch Đông nhưng không được Liên Xô hỗ trợ thực hiện.
Không giống như Mao, một chính trị gia thực dụng đã học các chiến thuật từ lịch sử Trung Hoa chứ không phải hoàn toàn từ chủ nghĩa Mác - Lê-nin, Vương Minh là người cuồng tín theo chủ nghĩa Mác Lê-nin. Có thể ông đã từng mong muốn quyền lực, nhưng mục tiêu cuối cùng của ông vẫn là thực hiện Chủ nghĩa Cộng sản.